# Ryoji Noyori
Ryoji Noyori (野依良治 Noyori Ryōji?)  (n. 3 septembrie 1938, Ashiya, Hyogo, Kinai⁠(d), Japonia) este un chimist japonez, laureat al Premiului Nobel pentru chimie (2001).